# Google Zeichnungen
Google Zeichnungen (englisch Google Drawings) ist eine Diagrammsoftware von Google, die Teil der kostenlosen, webbasierten Suite Google Docs Editors ist. Der Dienst umfasst noch Google Docs, Google Tabellen, Google Präsentationen, Google Formulare, Google Sites und Google Notizen.
Google Zeichnungen ist als Webanwendung und als Desktopanwendung auf Google Chrome OS verfügbar. Die App ermöglicht es Benutzern, Ablaufdiagramme, Organigramme, Website-Wireframes, Mindmaps, Concept-Maps und andere Arten von Diagrammen online zu erstellen und zu bearbeiten, während sie in Echtzeit mit anderen Benutzern geteilt werden können.
Es ermöglicht den Import von Bildern vom Computer oder aus dem Web sowie das Einfügen von Formen, Pfeilen, Kritzeleien und Text aus vordefinierten Vorlagen. Objekte können verschoben, in der Größe geändert und gedreht werden. Die Software ermöglicht auch die grundlegende Bearbeitung von Bildern, einschließlich Zuschneiden, Anwenden von Masken und Hinzufügen von Rändern. Zu den weiteren Funktionen gehören das präzise Anordnen von Zeichnungen mit Ausrichtungshilfslinien, das Einrasten am Raster und die automatische Verteilung. Im Gegensatz zu vielen anderen Softwareprogrammen in der Google Docs Editors-Suite hat Google Zeichnungen keine eigene dedizierte Homepage, da beim Aufrufen der Google Zeichnungen-URL ein neues Dokument erstellt wird.
Zeichnungen können in Dateien von Google Docs, Google Tabellen oder Google Präsentationen eingefügt werden. Sie können auch als Bild online veröffentlicht oder in Standardformaten wie JPEG, SVG, PNG oder PDF heruntergeladen werden.

## Geschichte
Google Zeichnungen wurde ursprünglich am 12. April 2010 als Google Docs Drawings eingeführt.
Am 1. August 2011 gab Google bekannt, dass Benutzer grafische Elemente zwischen verschiedenen Google-Zeichnungen kopieren und einfügen können.
Am 7. Januar 2019 hat Google Einbettungen von Google Zeichnungen-Dateien zu Google Docs hinzugefügt.